# Eel River Crossing
Eel River Crossing est un ancien village du Nouveau-Brunswick, au Canada. Il fait partie du village de Bois-Joli depuis la réforme de la gouvernance locale du 1er janvier 2023.

## Géographie

### Géographie physique

#### Situation
Eel River Crossing est situé à 18 kilomètres à vol d'oiseau et 25 kilomètres par la route à l'est de Campbellton, dans le comté de Restigouche. Le village a une superficie de 22,79 km2.
Le village est bâti sur un plaine, bordée par les Appalaches sauf à l'est, où s'étend la baie des Chaleurs. Le sommet le plus près du village est le mont Dalhousie, au nord, haut de 160 mètres. Par contre, l'altitude dans le village ne dépasse pas les vingt mètres. Une bonne partie du territoire est recouvert de forêt, d'anciennes terres agricoles et aussi de marais.
Eel River Crossing est limitrophe de Balmoral au sud, de Dundee à l'ouest, de la paroisse de Dalhousie au nord, de Dalhousie et de la réserve indienne Eel River 3 (Premier nation de Eel River Bar) et de Charlo au sud-est. De plus, une exclave presque inhabitée de la paroisse de Dalhousie est situé à l'est et comprend une partie de l'embouchure de la rivière à l'Anguille. Finalement, la paroisse de Balmoral touche le village au sud sur près de 200 mètres, entre les villages de Balmoral et de Charlo.
Eel River Crossing est généralement considérée comme faisant partie de l'Acadie.

#### Hydrographie
La rivière à l'Anguille, couramment appelée rivière Eel d'après son nom anglais, traverse le village d'ouest en est. À l'intérieur du territoire, son premier affluent important est la Branche Nord, qui se jette dans la rive gauche. Près du centre du village, le ruisseau O'Neill puis la Branche Sud confluent en rive droite de la rivière. La Branche Sud est formée de la confluence de plusieurs cours d'eau, dont la Branche du Milieu et le ruisseau de la Montagne. Au centre du village, à côté du pont ferroviaire, le ruisseau conflue en rive gauche de la rivière. Celle-ci s'élargit ensuite pour former une lagune et reçoit son dernier affluent important, le ruisseau Black, en rive gauche. À quatre kilomètres du centre du village, la rivière se déverse finalement dans la baie de l'Anguille, un bras de la baie des Chaleurs, par un goulet au travers d'une dune.

#### Géologie
Le sous-sol d'Eel River Crossing est composé de roches détritiques du groupe de Mabou, datant du Carbonifère inférieur (311 à 355 millions d'années).

#### Climat
- Climat : climat continental humide.
- Classification de Köppen : climat tempéré froid sans saison sèche avec été tempéré (Dfb)[3].

### Géographie humaine

#### Transport
Le village est traversé par la voie ferrée (CN). Bien qu'il n'y ait plus de gare, cette voie est utilisée pour le trajet quotidien Montréal-Halifax de Via Rail ainsi que par les trains de marchandises. En fait, à une époque, la gare a vraiment contribué à la croissance du village.

#### Logement
Le village comptait 520 logements privés en 2006, dont 485 occupés par des résidents habituels. Parmi ces logements, 89,7 % sont individuels, 0,0 % sont jumelés, 0,0 % sont en rangée, 2,1 % sont des appartements ou duplex et 3,1 % sont des immeubles de moins de cinq étages. Enfin, 5,2 % des logements entrent dans la catégorie autres, tels que les maisons-mobiles. 87,6 % des logements sont possédés alors que 12,4 % sont loués. 72,2 % ont été construits avant 1986 et 10,3 % ont besoin de réparations majeures. Les logements comptent en moyenne 6,3 pièces et 0,0 % des logements comptent plus d'une personne habitant par pièce. Les logements possédés ont une valeur moyenne de 66 822 $, comparativement à 119 549 $ pour la province.

## Histoire
Avant 1534
Peu d'information nous provient de cette époque, sauf que les historiens savent que les alentours étaient occupés par la tribu amérindienne des Micmacs. L'endroit faisait partie du district de Gespegeoag, qui comprend le littoral de la baie des Chaleurs. Ce territoire était revendiqué d'abord par les Iroquois et ensuite seulement par les Mohawks.
À l'époque des grandes explorations
Ce fut Jacques Cartier, qui redécouvrit la région à l'été 1534, ayant décrit la région des alentours vu de la côte. Cependant, aucune preuve n'indique qu'il a visité Eel River Crossing.
À l'époque du régime français
Faisant partie de la seigneurie d'Iberville en 1690, en possession du roi de France Louis XIV, au nord de l'Acadie, les tentatives de colonisation pour le futur emplacement du village et le comté de Restigouche à l'époque n'ont pas eu lieu (or, peu de seigneuries ont été colonisées en Acadie à cette époque), bien que la région fût explorée et que la toponymie prit un visage français, dont quelques noms reviennent encore aujourd'hui.
- Voir aussi : Histoire de l'Acadie

De la fin du régime français au début du XXe siècle
La colonisation commence apparemment vers la fin du XVIIIe et au début du XIXe siècle. Quoi qu'il en soit, le village est déjà développé en 1812 et la concession des terres a lieu en 1822.
Shannonvale, désormais un quartier du village, est fondé probablement après 1832 par des immigrants irlandais.
Vers les années 1840, suivant la rébellion de 1838, un des rebelles fuit le Bas-Canada (auj. Québec) et s'établit à Eel River, jadis nommé Rivière-aux-Anguilles (terme français signifiant « Eel River »). Il s'établit alors comme enseignant. Cependant, un scandale dû à du harcèlement sexuel met son emploi en péril et le village sens dessus dessous.
Du développement à l'incorporation (1900 à 1966)
L'essor démographique du village a lieu après la Seconde Guerre mondiale.
Depuis l'incorporation (1966 à auj.)
Eel River Crossing est constitué en municipalité le 9 novembre 1966 et le premier Maire fut Ralph Savoie.
Dans les années 1960, le village a eu le privilège d'accueillir le premier ministre Pierre Elliott Trudeau, qui signa le registre d'invités du village. 
Dans les années 1980, on construit un nouveau complexe municipal avec une caserne de pompiers sur la rue Savoie qui remplacera l'ancien local municipal et caserne de pompiers devenu alors désuet. Cet ancien bâtiment, construit en 1957, sera démoli en 1998 pour faire place à un monument commémorant le 50 ans de la brigade d'incendie du village (1948-1998). 
Le 20 octobre 1996, un avion rempli de chasseurs américains s'est écrasé dans le village. Une délégation de Lowell, Massachusetts s'est présentée à un service funèbre qui eut lieu à l'église Ste Trinité de ce même village.
Eel River Crossing accueillit la XXVe finale des Jeux de l'Acadie en 2004, conjointement avec Charlo et Balmoral.
Le 29 novembre 2007, l'usine de pâtes et papiers de Dalhousie ferma ses portes, laissant plusieurs personnes du village sans emploi. En vérité, cette industrie avait été le principal employeur depuis 1930.
En 2009, la Caisse populaire d'Eel River Crossing fusionne avec les caisses de Campbellton, Balmoral, Atholville, Val-d'Amours, Charlo et Kedgwick pour former la Caisse populaire Restigouche.
En 2011, l'école Arthur-Pinet, comme deux autres écoles des environs, ferme ses portes pour être remplacée par une école régionale à Balmoral.
À partir des années 2000, plusieurs résidents souhaitent l'annexion du DSL de Dundee au village. Un plébiscite est organisé à ce sujet le 8 décembre 2014. À l'issue du vote, 71,7 % des électeurs de Dundee ainsi que des portions de la paroisse de Dalhousie, de McLeods et de Dalhousie Junction se prononcent en faveur de l'annexion. Celle-ci est approuvée par le conseil municipal d'Eel River Crossing le 16 décembre suivant.

## Démographie
(juillet 2016).
Il y avait 1 335 habitants en 2001, comparativement à 1 446 en 1996, soit une baisse de 7,7 %. Le village compte 540 logements privés, a une superficie de 17,43 km2 et une densité de la population de 76,6 habitants au km2.
Malgré son nom anglais, 86 % de la population parle le français.
| 1981  | 1986  | 1991  | 1996  | 2001  | 2006  | 2011  | 2016  |
| ----- | ----- | ----- | ----- | ----- | ----- | ----- | ----- |
| 1 431 | 1 479 | 1 467 | 1 446 | 1 335 | 1 168 | 1 209 | 1 953 |

| 2021  | - | - | - | - | - | - | - |
| ----- | - | - | - | - | - | - | - |
| 1 953 | - | - | - | - | - | - | - |

## Administration
(juillet 2016).

### Conseil municipal
Le conseil municipal est formé d'un maire et de quatre conseillers généraux.
Lors de l'élection du 12 mai 2008, tout le conseil est élu par acclamation, excepté un siège laissé vacant faute de candidats. Le conseiller Rhéal Joseph Pelletier est ensuite élu lors d'une élection partielle tenue le 23 juin 2008. Une autre élection partielle est organisée le 24 novembre 2008 à la suite de la démission de Ronald H. Clarke mais il n'y a pas de candidats. Une autre élection partielle est organisée le 11 mai 2009 mais il n'y a aucun candidat. Le conseil municipal actuel est élu lors de l'élection quadriennale du 14 mai 2012.
Conseil municipal actuel
| Mandat      | Fonctions   | Nom(s)                                                                          |
| ----------- | ----------- | ------------------------------------------------------------------------------- |
| 2012 - 2016 | Maire       | Denis D. Savoie                                                                 |
| 2012 - 2016 | Conseillers | Laurent Hachey, François Joseph Lévesque, Rhéal Joseph Pelletier, Manon Savoie. |

Anciens conseils municipaux
| Mandat      | Fonctions   | Nom(s)                                                                      |
| ----------- | ----------- | --------------------------------------------------------------------------- |
| 2008 - 2012 | Maire       | Denis D. Savoie                                                             |
| 2008 - 2012 | Conseillers | Laurent Hachey, François Joseph Lévesque, Ghislain Maltais, (poste vacant). |

### Mairie
| Période                                  | Période  | Identité        | Étiquette | Qualité            |
| ---------------------------------------- | -------- | --------------- | --------- | ------------------ |
| 1966                                     | 197?     | Ralph Savoie    |           |                    |
| 1974                                     | 1977     | Gordon Whalen   |           |                    |
| 1977                                     | 19??     | Norbert Leclair |           |                    |
|                                          | 199?     | Adrien Paquet   |           |                    |
| 199?                                     | 1999     | David Aufroid   |           | Journalier         |
| 2001                                     | 2008     | Fidèle Maltais  |           | Débardeur          |
| 2008                                     | en cours | Denis D. Savoie |           | Travailleur social |
| Les données manquantes sont à compléter. |          |                 |           |                    |

### Commission de services régionaux
Eel River Crossing fait partie de la Région 2, une commission de services régionaux (CSR) devant commencer officiellement ses activités le 1er janvier 2013. Eel River Crossing est représenté au conseil par son maire. Les services obligatoirement offerts par les CSR sont l'aménagement régional, la gestion des déchets solides, la planification des mesures d'urgence ainsi que la collaboration en matière de services de police, la planification et le partage des coûts des infrastructures régionales de sport, de loisirs et de culture. D'autres services pourraient s'ajouter à cette liste.

### Représentation
Eel River Crossing est membre de l'Association francophone des municipalités du Nouveau-Brunswick.
 Nouveau-Brunswick: Eel River Crossing fait partie de la circonscription de Dalhousie—Restigouche-Est, qui est représentée à l'Assemblée législative du Nouveau-Brunswick par Donald Arseneault, du parti libéral. Il fut élu en 2010.
 Canada: Eel River Crossing fait partie de la circonscription fédérale de Madawaska—Restigouche, qui est représentée à la Chambre des communes du Canada par Jean-Claude D'Amours, du Parti libéral. Il fut élu lors de la 38e élection générale, en 2004, puis réélu en 2006 et en 2008.

## Économie
Le Parc Industriel Restigouche est un des centres d'économie du village. Bref, ce parc contient près d'une dizaine d'industries et de commerces comme Léon Chouinard & Fils, Dynamic Transport, Champinord, Fenêtre Super-Seal, Aliant, Énergie N.-B., Chaleur Trailer Sales et PLC Info.
Aussi, le village vit d'autres petites PME éparpillées un peu partout sur sa superficie.
Cependant, l'économie du village et de cette région est menacée par un exode massif de la population active. Ceci est dû aux difficultés sur le bois d'œuvre, qui constitue une des économies prédominantes dans la région de Dalhousie-Restigouche-Est.
Eel River Crossing est aussi le lieu d'une station électrique.
Entreprise Restigouche a la responsabilité du développement économique.

## Vivre à Eel River Crossing

### Éducation
Vers les années 1960, les écoles locales (une enseignante pour 8 niveaux) furent fusionnées afin d'offrir un meilleur service à la communauté. En 1960, on construisit une école moderne pour satisfaire aux besoins de la société changeante. Par la suite, l'école fut baptisée "École Arthur-Pinet" en l'honneur d'un surintendant scolaire de l'époque.
À partir de ce moment, l'école Arthur-Pinet devint un lieu clé du village d'Eel River Crossing. Par ailleurs, elle figure sur l'emblême du village au même titre que l'Église Ste-Trinité, le poste d'incendie, l'anguille et la croix de St-André (qui dénote un passage à niveau avec une voie ferrée).
Vers le tournant du siècle, la diminution démographique des élèves força le Ministère de l'éducation du Nouveau-Brunswick à ordonner la création de classes combinées, c'est-à-dire à plusieurs niveaux. Bref, la nouvelle fut accueillie avec mécontentement. Il y eut même un boycott des classes à un moment donné.
En juin 2011, l'École Arthur-Pinet ferma définitivement ses portes, de même que les deux autres écoles des villages environnants de Balmoral et de Dundee. Les élèves et le personnel de ces trois écoles allaient dès septembre de la même année se retrouver dans une école neuve à la fine pointe de la technologie, la Mosaïque du Nord.
À l'heure actuelle, Eel River Crossing fait partie du sous-district 2 du district scolaire Francophone Nord-Est. Les élèves francophones du primaire se rendent à l'école la Mosaïque du Nord, située à Balmoral. Pour le secondaire, ils doivent se rendre à l'École Aux-quatre-vents de Dalhousie. 
Vu le faible taux d'anglophones dans le village, les élèves qui voudront suivre leurs études en anglais ou en immersion française devront faire leurs études à Dalhousie. Pour le primaire, l'intermédiaire et le secondaire, ils fréquenteront respectivement les écoles L.E.R., Dalhousie Middle School et Dalhousie Regional High School. 
Eel River Crossing ne possède aucun établissement d'éducation supérieur. Les principaux fréquentés sont le Collège communautaire du Nouveau-Brunswick campus de Campbellton et Bathurst, ainsi que l'Université de Moncton et l'Université du Nouveau-Brunswick. Il est à noter que certains cours collégiaux ou universitaires s'offrent périodiquement à Dalhousie et à Campbellton.

### Religion
De majorité chrétienne, la population du village d'Eel River Crossing a présentement accès à des infrastructures religieuses, dont une église et un cimetière. Un local des Chevaliers de Colomb et quelques organisations paroissiales sont actives dans le village.
La première Église du village fut en fait bâtie en bois. Toutefois, la paroisse n'eut un curé résident qu'en 1954, où l'on construisit un presbytère près du site de l'Église actuelle.
Afin d'accommoder les grandes familles et la population grandissante du village, on construisit en 1965 une Église moderne pouvant accueillir près de 2 000 paroissiennes et paroissiens au sein de celle-ci.
En 2003, lors d'une réforme effectuée par l'évêque de Bathurst, la paroisse perdit son dernier prêtre résidant, Pr. William Arseneault. Par la suite, des messes furent célébrées par l’intérim d'un curé résidant à Dalhousie qui s'occupait des quatre paroisses d'Eel River C., Dundee, Dalhousie et Charlo. Toutefois, l'administration des paroisses se faisaient toujours par Églises et non par curés.
À la suite de ces événements, on décida de démolir le presbytère en août 2007.
Curés
- Pr. Maheux (1954 à 195?)
- Pr. Doucet (195? à 196?)
- Pr. Hermel Daigle (196? à 1975)
  - Ce dernier contribua à instaurer le système de Chevaliers de Colomb de la paroisse.
  - Il mourut en service à l'automne 1975.
- Curés remplaçants (automne 1975 à janvier 1976)
- Pr. Léo Lanteigne (1976 à 1987)
  - Grâce à une énorme contribution au baseball local, on nomma les champs du parc municipal en son honneur.

Vers la fin des années 1980, une restructuration des paroisses a lieu. Ainsi, le prêtre qui desservait autrefois Dundee s'occupe maintenant des deux paroisses. Il a maintenant sa résidence au presbytère d'Eel River Crossing.
- Pr. Roméo Morrison (1987 à 2000)
- Pr. William Arseneault (2000 à 2003)

En 2003, une restructuration des paroisses a lieu. Ainsi, la paroisse Sainte-Trinité d'Eel River Crossing se verra partager son prêtre avec celles de Dalhousie, de Charlo et de Dundee.
- Pr. Yvon Doiron en alternance avec Pr. Léo Lanteigne (2003 à 2006)*
  - Yvon Doiron abandonna la prêtrise au printemps 2006.
- Pr. Régent Landry (2006 à 2011)*

Depuis 2011, la paroisse Saint-Benoît de Balmoral se rajoute à la liste des autres paroisses qui partagent déjà un prêtre.
- Pr. Roméo Morrison (2011-2015)*

Étant donné le départ de certains prêtres à la retraite, il est à prévoir d'autres changements pour 2014.
* Curé non-résident.

#### Paroisse anglicane
(à compléter)
Cette petite église était située le long de la rue Principale, non loin de la
En ~1993-1994, à cause d'une diminution de pratiquants, la paroisse anglicane d'Eel River Crossing fut démantelée et le terrain fut vendu à deux résidents locaux. Par la suite, l'église fut déménagée dans la rue d'Église, non loin de la rivière, où elle se détériora, soumise au vandalisme et aux intempéries.

### Santé
Eel River Crossing ne possède aucune infrastructure reliée à la santé. Toutefois, Dalhousie dispose du Centre de santé communautaire Saint-Joseph et d'un poste d'Ambulance Nouveau-Brunswick. L'hôpital le plus proche est celui de Campbellton.

### Sécurité
En 1948, on créa la toute première brigade d'incendie d'Eel River Crossing. Or, on peut encore voir la pompe et le troisième camion à la brigade actuelle, bien conservés. 
Néanmoins, les locaux n'étaient pas adéquats pour l'époque, alors on construisit un édifice plus spacieux sur la rue principale, en 1957 et qui fut démoli en 1998, pour laisser la place à un monument.
Dans les années 1980, on construisit une brigade plus spacieuse, suivi d'un nouvel édifice municipal, derrière la rue Principale, sur la rue Savoie. En plus des installations normales de la brigade d'incendie, on y retrouve une salle de rencontre, un centre de formation (érigé aux alentours de 2002) et une salle multifonctionnelle avec bar dans le sous-sol.
En septembre 1998, on fêta le 50e anniversaire des pompiers. Une messe eut lieu à l'Église Sainte-Trinité, suivi de festivités sur l'emplacement de la brigade.
Chefs pompiers
- William Glencross (1948-1962)
- Albert Bujold (1962 à 1974)
- Graydon Whalen (1974 à 1987)
- Maurice Bujold (Depuis 1987 a ?)

Le détachement de la Gendarmerie royale du Canada le plus proche est à Dalhousie.

### Autres services publics
La collecte des déchets et matières recyclables est effectuée par la Commission de gestion des déchets solides de Restigouche. L'aménagement du territoire est de la responsabilité de la Commission d'urbanisme du district de Restigouche.
Les francophones bénéficient du quotidien L'Acadie nouvelle, publié à Caraquet, ainsi qu'à l'hebdomadaire L'Étoile, de Dieppe. Ils ont aussi accès à l'hebdomadaire L'Aviron, publié à Campbellton. Les anglophones bénéficient des quotidiens Telegraph-Journal, publié à Saint-Jean ainsi que de l'hebdomadaire Campbellton Tribune, de Campbellton.
Eel River Crossing compte un bureau régional d'Énergie NB.

### Sport et parcs
Attractions touristiques : 
- Les sentiers panoramiques : Il existe quelques sentiers panoramiques qui parcourent le village, situés soit le long de la rivière Eel ou en parallèle à celle-ci. En particulier, le sentier partant de la rue de l'Église jusqu'à la route 11 d'une longueur de 2 Mi (3,2 km). Le long de ce dernier se trouve un pont dédié à Roland Thériault, un conseiller qui contribua grandement à faire développer le village, récipiendaire du prix Louis-J.-Robichaud en 2003[35]. En fait, c'est un peu grâce à lui que ce réseau de sentier a vu le jour.
- À la limite du village, près de la  route 11un parc de Go-karts comprenant un service de restauration rapide, un minigolf et des jeux d'arcades sont disponibles pour le tourisme.
- Le parc et les champs de baseball et de balle-molle Léo Lanteigne, qui comprend un parc pour enfant, un terrain de balle-molle, un terrain de baseball, un terrain de tennis, un terrain de volleyball et une patinoire, utilisée en été pour le hockey-boule et pour le basketball.

## Culture
La culture est surtout acadienne. Il est courant de voir les gens décorer leur maison pour le 15 août. Néanmoins, on retrouve les traces de familles d'origines britanniques (Anglais, Gallois, Écossais, Irlandais) et amérindiennes métisses (Mics-macs).

### Langues
Selon la Loi sur les langues officielles, Eel River Crossing est officiellement francophone puisque moins de 20 % de la population parle l'anglais comme langue maternelle. Il est à noter que la majorité de la population est bilingue.

### Personnalités
- Joseph-Théophile Allard, curé catholique (séjourné au début des années 1880)
- Raymond Furlotte, Artiste (natif d'Eel River Crossing)